# George Alexander Heard
George Alexander Heard (* 14. März 1917 in Savannah, Georgia; † 24. Juli 2009 in Nashville, Tennessee) war ein US-amerikanischer Politikwissenschaftler und Hochschullehrer.

## Leben und Wirken
George Alexander Heard studierte Politikwissenschaft zunächst an der University of North Carolina, wo er 1938 seinen Bachelorgrad erwarb. Schon vor dem Zweiten Weltkrieg war er im Dienst verschiedener staatlicher Institutionen tätig. Von 1941 bis 1943 arbeitete er an der U.S. Botschaft in Quito, der Hauptstadt von Ecuador, und von 1943 bis 1946 war er Offizier bei der U.S. Navy. Er wechselte dann an die Columbia University; dort erwarb er 1948 den Magistergrad und promovierte 1951 zum Ph.D. Bereits 1950 übernahm er eine außerordentliche Professur für Politikwissenschaft an der University of North Carolina und wurde dort 1952 zum ordentlichen Professor ernannt. Im Jahre 1963 wurde er auf eine Professur an der Vanderbilt University berufen.
Fast 20 Jahre – von 1963 bis 1982 – wirkte Heard als Kanzler der Vanderbilt University. Außerdem wurde er von drei amerikanischen Präsidenten als Berater in verschiedene Gremien berufen. Berufungen auf andere Universitäten lehnte er ab. Für seine wissenschaftlichen Arbeiten und seine Funktionen als Hochschulleiter wurde Heard von zahlreichen amerikanischen Universitäten mit Ehrendoktorwürden ausgezeichnet.
In seiner wissenschaftlichen Arbeit beschäftigte sich Heard vor allem mit der Parteien- und Wahlkampffinanzierung in den USA. In seinem umfangreichen Buch "The costs of democracy" legte er dar, dass für eine funktionsfähige Demokratie öffentliche und private Finanzmittel unerlässlich sind.

## Veröffentlichungen (Auswahl)
- (Mitarb.): Vladimir Orlando Key / Southern politics in state and union. Knopf, New York 1950.
- A two-party South? University of North Carolina Press, Chapel Hill 1952.
- Money and politics. Public Affairs Pamphlet. New York 1956.
- The costs of democracy. University of North Carolina Press, Chapel Hill 1960 (Nachdruck 1966).
- The lost years in graduate education. Southern Regional Education Board, Atlanta, Ga. 1963.
- Financing presidential campaigns. Report of the President's Commission on Campaign Costs. U.S. Government Printing Office, Washington, D.C. 1964.
- (Hrsg.): State legislatures in American politics. Prentice Hall, Englewood Cliffs, NJ, 1966.
- (mit Donald S. Strong): Southern primaries and elections 1920–1949. Books for Libraries Press, Freeport, NY 1970.
- (Hrsg.): Presidential selection. Duke University Press, Durham 1987, ISBN 0-8223-0785-5.
- Made in America. Improving the nomination and election of presidents. HarperCollins, New York 1991, ISBN 0-673-46355-9.
- Speaking of the university. Two decades at Vanderbilt. Vanderbilt University Press, Nashville, Tenn. 1995, ISBN 0-8265-1264-X.